# زيبولون بايك
زيبولون مونتغومري بايك (بالإنجليزية: Zebulon Montgomery Pike)‏ (ولد 5 يناير 1779 – توفي 27 أبريل 1813) هو عميد ومستكشف أمريكي سُمّيت على اسمه قمة بايكس بيك في كولورادو (وكان اسمها في الأصل من إل كابيتان). كان ضابطا في الجيش الأمريكي قاد حملتين بأمر الرئيس الثالث توماس جيفرسون لاستكشاف منطقة لويزيانا المشتراة حديثا، أولا في عام 1805-06 لاستكشاف الروافد الشمالية العليا لنهر المسيسيبي، ثم في عام 1806-07 لاستكشاف الجنوب الغربي إلى حدود المستعمرات الإسبانية الشمالية في نيو مكسيكو وتكساس. تزامنت رحلات بايك مع حملات جيفرسون الاستكشافية الأخرى، بما في ذلك حملة لويس وكلارك (1804-1806) ورحلة توماس فريمان وبيتر كوستيس إلى النهر الأحمر (1806). 
عبرت الرحلة الثانية لبايك جبال روكي نحو ما أصبح لاحقا جنوب كولورادو، ما أدى إلى اعتقاله من قبل السلطات الاستعمارية الإسبانية بالقرب من سانتا في، فتم إرسال بايك ورجاله إلى تشيواوا (في المكسيك حاليا) للاستجواب. في وقت لاحق من عام 1807، تمت مرافقة بايك وبعض من رجاله من قبل الإسبان عبر تكساس وأُطلق سراحهم بالقرب من الأراضي الأمريكية في لويزيانا.
في عام 1810 ، نشر بايك سجلا عن رحلاته، واشتهر الكتاب حتى أنه تمت ترجمته إلى اللغات الهولندية والفرنسية والألمانية عندما نشر في أوروبا. وترقّى إلى رتبة عميد في الجيش الأمريكي وخدم في حرب 1812، حتى قُتل خلال معركة يورك في أبريل 1813 قرب العاصمة البريطانية الاستعمارية آنذاك في كندا العليا (أونتاريو لاحقا).

## رحلاته
بدأ بايك أول رحلاته في 9 أغسطس 1805 مع 20 رجلا من سانت لويس، ميزوري ليستكشف مصب نهر ميسيسيبي، وقابل بعض زعماء قبائل أوجيبوا في برايري دو شين وأقنعهم بأن يطردوا تجار الويسكي من بينهم وأن يعقدوا سلاما مع السيو، ووصل إلى شلالات سانت أنتوني (23 سبتمبر) واشترى قطعة أرض مساحتها نحو 20 كم مربع في مصب سان كروا لبناء حصن، وفي ليتل فولز (منتصف أكتوبر) بنى حاجزا ترك فيه سبعة رجال، ووصل بحيرة ليتش، والتي قال إنها المنبع الرئيسي للميسيسبي، في 1 فبراير 1806 رحل 50 كم نحو بحيرة كاس، وبعد أن عمل ضد التأثير البريطاني على الهنود، رجع إلى الميسيسبي من دين كريك إلى سانت لويس، ووصل في 30 أبريل.
في عام 1806 أمر بإعادة خمسين من أفراد قبائل أوساجي إلى مواطنهم، وكانت الحكومة قد افتدتهم من قبيلة بوتاواتومي، ويساعده هذا في اكتشاف تلك المناطق، فبدأ رحلته في 5 يوليو وذهب شمالا عبر ميسوري إلى نهر كانساس، ثم جنوبا حنى نهر نبراسكا حيث تناقش مع إحدى مجالس هنود باوني في 29 سبتمبر، وفي بداية أكتوبر ذهب نحو الجنوب إلى نهر أركانساس حيث وصله في 4 أكتوبر.
ذهب يوم 28 أكتوبر مع 16 رجل إلى رويال غورج ووصله في 7 ديسمبر وكان قد رأى الجبال التي سميت عليه وهي قمة بايك في يوم 23 نوفمبر. ثم ذهب للشمال الغربي ووصل لكانون سيتي وحتى أويل كريك. وفي بحثه عن النهر الأحمر وصل إلى جنوب بلات وذهب إلى ساوث بارك وتركه عبر ممر تراوت كريك ووصل إلى نهر أركانساس وكان يظن أنه النهر الأحمر الذي كان يبحث عنه. ورحل نحو الجنوب والجنوب الغربي فوصل إلى ريو غراندي ديل نورتي (في منطقة هي الآن محافظتا ألاموسا وكونيخوس في كولورادو) في 30 يناير 1807.
هناك في 26 فبراير سُجِن هو مجموعة صغيرة من رجاله من قِبَل السلطات الإسبانية وأرسلوه في البداية إلى سانتا في ثم إلى تشيواوا ثم إلى جنرال سالسيدو وأعادوه نحو الحدود الأمريكية حيث أُطلق سراحه في 1 يوليو 1807.

## خدمته العسكرية
تمّت ترقيته إلى رتبة نقيب في أغسطس 1806 ورائد في مايو 1808 ومقدّم في ديسمبر 1809 وعقيد في يوليو 1812. وحاول عبثا أن ينال تخصيصا ماليا لنفسه ورجاله من الكونغرس، وكان ممثلا عسكريا في نيو أورلينز بين أعوام 1809 – 10 وكان نائب عريف بحري في أبريل إلى يوليو 1812.
اشترك في حرب 1812 كضابط مساعد ومفتش عام في الحملة على يورك (وهي الآن تورونتو) في كندا وكان في قيادة الجنود في المعركة عند الهجوم عليها يوم 27 أبريل 1813 وقتل بصخرة سقطت عليه عندما تراجعت الحامية البريطانية وأشعلت النار في مستودع الذخيرة.

## سجلات حول بايك
له كتاب «رحلات حول منابع نهر ميسيسيبي وعبر الأجزاء الغربية من لويزيانا، ورحلة حول دواخل إسبانيا الجديدة» ونشر في فيلادلفيا عام 1810 وأعيد طبعه وتنظيمه في لندن عام 1811 وظهرت طبعة فرنسية في باريس عام 1812 ونسخة هولندية في أمستردام عام 1812 أو 1813، وهناك نسخة نموذجية مع مذكرات وملاحظات بقلم إليوت كوس وصدرت في ثلاثة مجلدات في نيويورك عام 1895. وبعض الأوراق التي أُخِذت منه في المكسيك محفوظة الآن في الأرشيف المكسيكي.

## روابط خارجية
- زيبولون بايك على موقع الموسوعة البريطانية (الإنجليزية)
- زيبولون بايك على موقع الموسوعة البريطانية (الإنجليزية)
- زيبولون بايك على موقع إن إن دي بي (الإنجليزية)